# 中国驻克赖斯特彻奇总领事馆
中华人民共和国驻克赖斯特彻奇总领事馆（英語：Consulate-General of the People's Republic of China in Christchurch），简称中国驻克赖斯特彻奇总领事馆，是中华人民共和国派驻新西兰坎特伯雷大区克赖斯特彻奇的最高级别外交机构。领区包括南岛。

## 机构设置
中国驻克赖斯特彻奇总领事馆设置下列机构：
- 领侨处
- 政治、新闻组
- 商务组
- 教育组
- 文化组
- 办公室